# Triphleba atripalpis
Triphleba atripalpis är en tvåvingeart som beskrevs av Schmitz 1939. Triphleba atripalpis ingår i släktet Triphleba och familjen puckelflugor. Inga underarter finns listade i Catalogue of Life.